# Der dunkle Thron
Der dunkle Thron ist ein 2011 erschienener historischer Roman der deutschen Autorin Rebecca Gablé. Es ist der vierte Teil der Waringham-Saga.

## Inhalt
Die Handlung beginnt im Jahre 1529. Der 14-jährige Nicholas of Waringham, genannt Nick, besucht die Schule des Humanisten Thomas More in Chelsea, muss allerdings nach Waringham zurückkehren, wo er gemeinsam mit seiner Schwester Laura den offenen Anfeindungen seiner Stiefmutter Yolanda Howard und deren Tochter ausgeliefert ist. Nick kümmert sich in dieser Zeit notgedrungen um seinen jüngeren Halbbruder Raymond, doch kurz darauf wird sein Vater verhaftet und im Tower ermordet. Er war der einzige Mann, der einer Scheidung König Henrys VIII. von dessen Frau Catalina von Aragon und der zweiten Ehe mit Anne Boleyn noch im Wege stand. Unterdessen ist Nick mit seiner neuen Aufgabe als Earl heillos überfordert, da seine Stiefmutter seine gesamte Autorität, die er bei den Bauern genießt, untergräbt, und versucht, ihm einen Gutsverwalter, ihren Bruder Edmund, vor die Nase zu setzen. Zu allem Überfluss nimmt Königin Catalina ihm das Versprechen ab, im Falle einer Scheidung auf ihre Tochter Prinzessin Mary achtzugeben. Nick ist nur mäßig begeistert. Laura und ihr Mann ziehen nach London und Nick beginnt ein Verhältnis mit seiner Magd Polly.
Obwohl er immer noch offiziell mit Catalina verheiratet ist, verbannt König Henry sowohl seine Tochter Mary als auch seine Frau vom Hof und ehelicht seine inzwischen schwangere Geliebte Anne, was Mary sehr erschüttert und sich auch auf ihre Gesundheit auswirkt. Nick, der seine anfängliche Scheu überwunden hat, besucht sie oft, um ihr beizustehen und macht kein Geheimnis aus seiner Meinung über die königlichen Weibergeschichten. Als er sich knapp ein Jahr nach der Geburt der Prinzessin Elizabeth und seiner und Pollys Tochter Eleanor weigert, einen Eid auf das Thronfolgegesetz zu leisten, das Mary das Thronfolgerecht aberkennt, kann er nur knapp Tower und Streckbank entgehen, muss sich aber für einige Zeit aus dem Leben bei Hof und in der Politik zurückziehen und schmuggelt sich, Polly und ihre Tochter als Stallknecht und Milchamme in den Haushalt der Prinzessin Elisabeth, in dem auch Mary untergebracht wurde. Er wird zu ihrer einzigen Verbindung zur Außenwelt, aber seine Maskerade zwingt ihn dazu, die inzwischen wieder schwangere Polly zu heiraten, was er als unerträgliche Schande empfindet, obwohl er ein schlechtes Gewissen hat, weil er weder sie, noch seinen Sohn Francis, der neun Monate später zur Welt kommt, lieben kann. Unterdessen nehmen die Intrigen bei Hofe zu, Thomas More wird hingerichtet, der König scheint die Lust an Anne Boleyn zu verlieren und wirft stattdessen ein Auge auf die junge Jane Seymour und auch Mary kann sich ihres Lebens nicht mehr sicher sein. Doch ihre Flucht auf den Kontinent wird vereitelt, Nick enttarnt und angeschossen in den Tower gesperrt, wo er Zeuge des Boleyn-Desasters wird und seinem entfremdeten Halbbruder wiederbegegnet. Anne Boleyn wird des Ehebruchs mit mindestens sieben Liebhabern, darunter auch ihrem eigenen Bruder George bezichtigt und Raymond wohnt nicht nur ihrer Hinrichtung bei, sondern sieht auch bei der Enthauptung von fünfen ihrer vermeintlichen Galane zu. Um diesem Schicksal zu entgehen, einigen sich Nick und Mary schließlich darauf, doch den Eid auf das Thronfolgegesetz zu schwören und damit zu kapitulieren.
Henry heiratet Jane Seymour, die allerdings kurz nach der Geburt ihres Sohnes Prinz Edward stirbt, und Nick zieht mit Polly und seinen Kindern zurück nach Waringham, wo seine Stiefmutter ihm das Leben zur Hölle macht. Aber besonders Polly hat unter ihr und dem Zorn der Bauern zu leiden, so dass Nick sie mit schuldbewusster Erleichterung als Gouvernante zusammen mit Francis und Eleanor, die die inzwischen ebenfalls verstoßene Prinzessin Elizabeth wie eine Schwester liebt, an Edwards Hof schickt.
Auf Betreiben von Thomas Cromwell, einem eisernen Reformer, werden alle englischen Klöster aufgelöst, was sowohl eine Reihe von erbitterten Protesten als auch eine Flut von arbeitslosen Mönchen, Nonnen und Bedürftigen auslöst. Nick eröffnet in London ein Waisenhaus, wo er zwei vertriebene Mönche beschäftigt und einigen Kindern ein Dach über dem Kopf und ein Mindestmaß an Bildung bietet. König Henry heiratet Anna von Kleve, zu der er sich allerdings wenig hingezogen fühlt und bereits auf Methoden sinnt, sich ihrer zu entledigen. Mary kämpft mit einigen Verlöbnissen, die fast immer umgehend wieder aufgelöst werden, während Nick sich zunehmend von seiner Familie am Hof des kleinen Prinzen Edward distanziert. Stattdessen verliebt er sich in die junge Nonne Janis Finley of Fernbrook, die er als Lehrerin an seiner Schule einstellt, wo auch Janis bald den wohltätigen Earl auf eine Weise ins Herz schließt, die ihr nicht geheuer ist. Nicks Bruder Raymond dagegen ist unsterblich in Katherine Howard, die Tochter seines Onkels Edmund, verliebt, auf die wiederum König Henry seinen begehrlichen Blick gerichtet hat. Bald darauf lässt er sich von Anna von Kleve scheiden und heiratet die siebzehnjährige Katherine, die ihn kurz darauf mit drei Liebhabern betrügt, darunter auch ihr Cousin Raymond Howard. Um nicht erkannt zu werden, soll Raymond mit Nicks Hilfe auf den Kontinent fliehen, erhängt sich aber noch in derselben Nacht. Nick beginnt eine in jeder Hinsicht illegale Affäre mit Janis, während Katherine Howard und ihre übrigen Liebhaber (Thomas Culpeper und Francis Dereham) wegen Hochverrat hingerichtet werden.
Als er sieben Jahre alt ist, wird Francis zu Nick nach Waringham geschickt und erst jetzt lernt Nick seinen Sohn richtig kennen und, was viel bedeutsamer ist: lieben. Mit Hilfe einiger Freunde richtet er in Waringham eine Schule ein und bittet Janis, dort als Lehrerin zu arbeiten. Sie nimmt zögernd an, geht aber dann ganz in ihrer neuen Welt auf, besonders, als Nicks Stiefmutter ihre Großnichte Millicent nach Waringham schickt, die ein reges Interesse an Büchern und ebenso an Francis zeigt. Um seinen Schülern das Lateinlernen erträglicher zu machen, verfasst Nick Tiergeschichten, in denen die Witzfigur des ganzen Geschehens der Löwe, der König der Tiere ist: Fett, verfressen, träge und faul, er schickt tapfere Ritter ins Exil und hat in jeder Geschichte eine andere Frau. Nick will damit Kinder zum Lachen bringen, schaufelt sich aber selbst sein eigenes Grab. Die Inhalte seiner Geschichten werden als Hochverrat an der Krone ausgelegt und Nick durch Enthauptung noch milde zum Tode verurteilt. Bereits auf dem Schafott, holt er Luft für seine letzten Worte, als die Nachricht eintrifft, König Henry sei in den Morgenstunden des vergangenen Tages verstorben, alle Urteile seien aufzuheben und die Verurteilten zu begnadigen.
Durch die Enthüllung einiger pikanter Details, die Yolanda Howard ihrem Stiefsohn und Janis Finley ihrem Geliebten bislang verschwiegen hatten, sind eine Annullierung der Ehe zwischen Nick und Polly und eine Heirat mit Janis möglich. Nick und Polly sind über diese einfache Lösung gleichermaßen dankbar. Er verspricht ihr aber, Francis weiterhin als seinen Erben anzuerkennen.
Im Jahr 1553, kurz nach Francis’ Hochzeit mit Millicent Howard, stirbt der junge König Edward an Schwindsucht und der Streit um die Erbfolge bricht von neuem los. Kronrat und Parlament wollen Jane Grey, die als Enkelin mütterlicherseits von Mary Tudor, der jüngeren Schwester Heinrichs VIII, in der Thronfolge direkt hinter den legitimen Kindern des Königs stand, auf den Thron bringen. Das englische Volk jedoch verlangt nach Mary. Um Nick und damit Mary zum Einlenken zu zwingen, werden Francis und Millicent vom Duke of Northumberland als Geiseln im Tower festgehalten, bis Northumberlands Truppen sich Mary anschließen und er klein beigeben muss. Die Engländer bekommen ihren Willen und Mary wird im Oktober in der Westminster Abbey gekrönt.

## Personen
Waringham:
- Nicholas of Waringham
- Laura of Waringham, seine Schwester
- Jasper of Waringham, ihr Vater
- Yolanda „Sumpfhexe“ Howard, ihre Stiefmutter
- Louise „Brechnuss“ Howard, ihre Stiefschwester
- Raymond of Waringham, ihr Halbbruder
- Philipp Durham, Lauras Gemahl
- Vater Ranulf, ein miserabler Seelsorger
- Polly Saddler, die Magd
- John Harrison, Nicks Cousin aus dem Norden
- Madog und Owen Pembroke, Nicks walisische Cousins
- Eleanor und Francis of Waringham, Nicks älteste Kinder

Die Königliche Familie:
- Henry Tudor VIII*, König von England
- Mary Tudor*, seine Schwester
- Katherine „Catalina“ von Aragón*, Henrys Königin Nr. 1
- Mary I*, Königin von England, ihre Tochter
- Anne Boleyn*, Henrys Königin Nr. 2
- Elizabeth I*, Königin von England, ihre Tochter
- Jane Seymour*, Henrys Königin Nr. 3
- Edward VI*, König von England, ihr Sohn
- Anna von Kleve*, Henrys Königin Nr. 4
- Katherine Howard*, Henrys Königin Nr. 5
- Katherine Parr*, Henrys Königin Nr. 6
- Jane Grey*, Königin von England, Mary Tudors Enkelin

Hof und Adel:
- Thomas More*, Humanist, Jurist, Schriftsteller, Lord Chancellor und brillanter Kopf
- Thomas Cromwell*, Reformer, Generalvikar der englischen Kirche, Privatsekretär des Königs und graue Eminenz
- Charles Brandon*, Duke of Suffolk, Nicks Pate und Ehemann von Mary Tudor
- William Kingston*, der Constable des Tower, der fast immer ein volles Haus zu versorgen hatte
- Edmund Howard*, ein Scheusal, Vater von Königin Nr. 5
- Thomas Howard*, Duke of Norfolk, sein Bruder
- Jerome Dudley*, Nicks Freund
- John Dudley*, Earl of Warwick und Duke of Northumberland, sein Bruder
- Robin* und Guildford* Dudley, seine Söhne
- Eustace Chapuys*, Gesandter und Spion des Kaisers am englischen Hof
- George Boleyn*, Viscount Rochford, Bruder von Königin Nr. 2
- Jane Parker*, Lady Rochford, seine Frau
- Lord & Lady Shelton*, Chamberlain und Erste Gouvernante in Prinzessin Elizabeths Haushalt
- Edward Seymour*, Earl of Hertford und Duke of Somerset, der staatstragende Bruder von Königin Nr. 3
- Thomas Seymour*, der leichtsinnige Bruder von Königin Nr. 3 und der Ehemann der (verwitweten) Königin Nr. 6
- Francis Dereham* und Thomas Culpeper*, zwei Galane der Königin Nr. 5 von zweifelhaftem Ruf
- Richard Rich*, ein widerwärtiger Mensch, der König Henry gelegentlich mit einem Meineid aus der Klemme half

Aus der Rolle fallende Frauen
- Margaret „Meg“ Roper*, Thomas Mores Tochter und Vertraute
- Margaret Pole*, Countess of Salisbury, Prinzessin Marys Patin
- Janis Finley, Lehrerin aus Leidenschaft
- Susanna Horenbout*, Malerin

Kirchenmänner, Reformer und Märtyrer
- Simon Fish*, ein Reformer mit Sendungsbewusstsein
- Thomas Wolsey*, Kardinal, Lord Chancellor und Erzbischof von York
- Richard Mekins*, ein sehr junger Reformer
- Edmund Bonner*, Bischof von London
- Thomas Cranmer*, Erzbischof von Canterbury
- Stephen Gardiner*, Bischof von Winchester
- Anthony Pargeter, Gemeindepfarrer in Southwark und Engel der Barmherzigkeit
- Simon Neville, Prior von St. Thomas, Priester, Lehrer und Poet

## Bemerkungen
Das Buch überspringt einige Generationen im Stammbaum der Waringhams, der Stammbaum der Waringhams kann auf der Internetseite der Autorin angesehen werden.
Im Dezember 2011 gewann der Roman den LovelyBooks Leserpreis als Bester historischer Roman 2011.

## Ausgaben
- Gebundene Ausgabe, Köln 2011, Lübbe-Verlag, 955 Seiten, ISBN 978-3-431-03840-8
- E-Book, Köln 2011, Lübbe Digital, ISBN 978-3-8387-1027-3
- Taschenbuch, Köln 2013, Bastei Lübbe Verlag, ISBN 978-3-404-16843-9
- Hörbuch, 12 CDs (gekürzt), gelesen von Detlef Bierstedt, Köln 2011, Lübbe Audio, ISBN 978-3-7857-4567-0
- Hörbuch Download (ungekürzt), gelesen von Detlef Bierstedt, Köln 2011, Lübbe Audio